# Хорольський ґебіт
Хоро́льський ґебі́т, окру́га Хоро́л, Хорольська округа (нім. Kreisgebiet Chorol) — адміністративна одиниця генеральної округи Київ райхскомісаріату Україна під час німецької окупації Української РСР протягом Німецько-радянської війни. Утворена на території нинішньої Полтавської області 1 вересня 1942 року. Поділялась на 4 райони (нім. Rayons). Формально існувала до 1944 року.

## Історія
Ґебіт охоплював територію чотирьох передвоєнних районів Полтавської області: Оболонського, Покровськобагачанського, Семенівського і Хорольського та, відповідно, поділявся на чотири райони: Оболонь (нім. Rayon Obolon), Покровська Багачка (нім. Rayon Pokrowskaja Bagatschka), Семенівка (нім. Rayon Semenowka) і Хорол (нім. Rayon Chorol),  межі яких збігалися з тогочасним радянським адміністративним поділом. При цьому зберігалася структура адміністративних і господарських органів УРСР. Всі керівні посади в ґебіті обіймали німці, головним чином з числа тих, що не підлягали мобілізації до вермахту. Лише старостами районів і сіл призначалися лояльні до окупантів місцеві жителі або фольксдойчі.
Хорольська районна управа у 1941–1942 рр. видавала тричі на тиждень газету «За краще життя». Її редактором був Л. Шевченко, газета виходила на 2-4 сторінках накладом від 1700 до 2500 примірників. З початком 1943 р. газета змінила назву на «Хорольські вісті», ставши «часописом Хорольської округи» з виходом двічі на тиждень. Головним редактором і керівником видавництва був Г. Раймхен, а обсяг газети становив від 4 до 6 сторінок. Згодом було зменшено її періодичність із трьох разів на тиждень до одного та збільшено наклад із 3,5 до 4,5 тис. примірників
На території ґебіту містився один із найстрахітливіших нацистських таборів смерті в Україні — Хорольська яма.